# Krajobraz naturalny

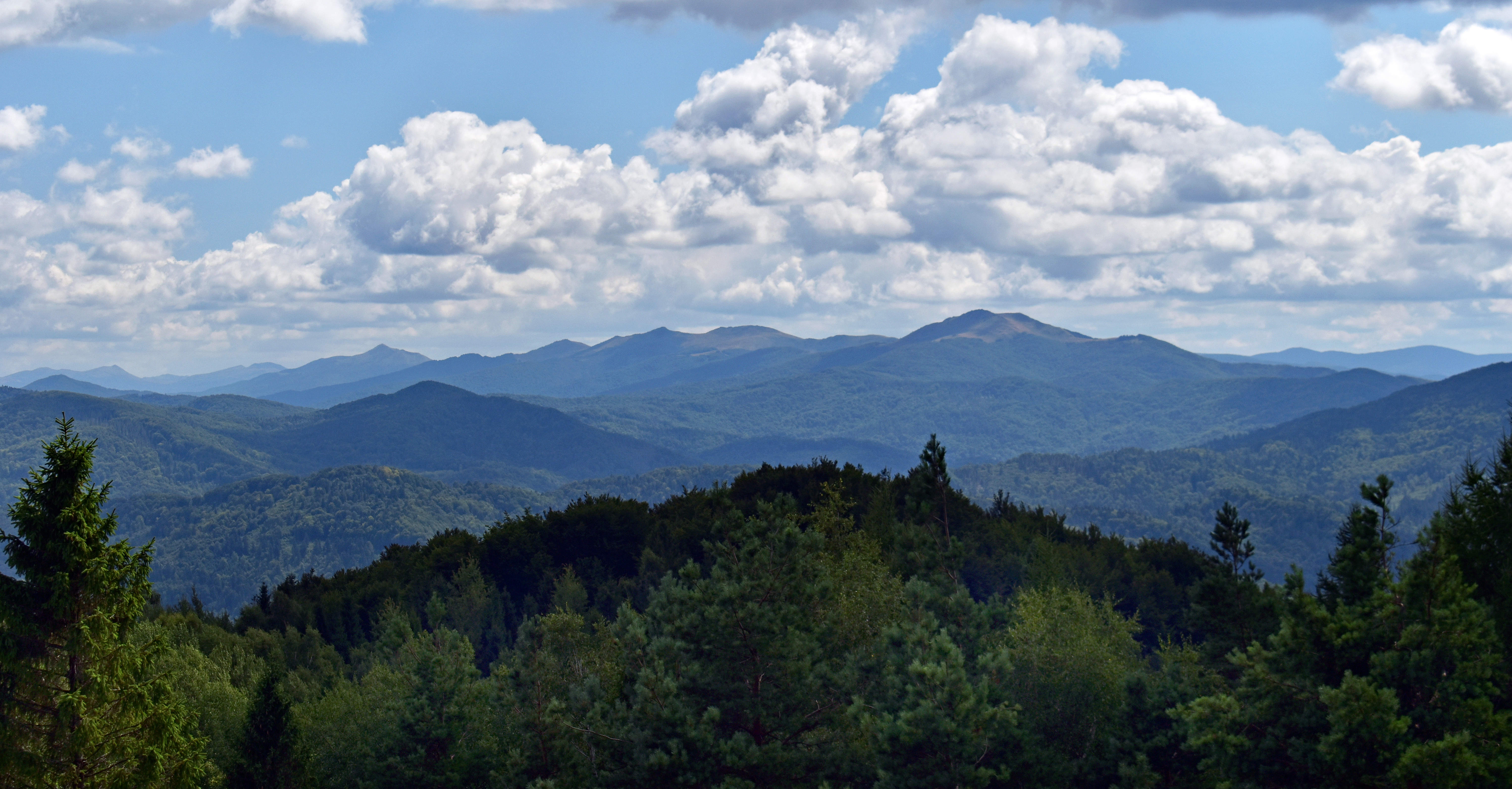
Krajobraz naturalny w Bieszczadach Zachodnich

Krajobraz naturalny – typ krajobrazu, na który składają się takie komponenty jak: skała macierzysta, woda, powietrze, flora i fauna. Jego charakter określają własności poszczególnych komponentów i relacje między nimi. Występuje on na obszarach, gdzie zaznacza się już działalność człowieka, ale nie spowodowała ona naruszenia zdolności samoregulacyjnych ekosystemów. W takim krajobrazie nie ma elementów przestrzennych wprowadzonych przez człowieka np. torów kolejowych, mostów czy zabudowań.
Krajobraz naturalny nie może być utożsamiany z krajobrazem pierwotnym, gdyż obejmuje zarówno zjawiska przyrodnicze, jak i obszary objęte gospodarką rolną, leśną czy też wodną.